# Voter Education Project
Dal 1962 al 1968, negli Stati Uniti, il Voter Education Project (VEP, in italiano Progetto per l'educazione degli elettori) raccolse e distribuì fondi alle organizzazioni per i diritti civili, affinché istruissero la gente di colore sui propri diritti e doveri ma anche per dare loro una mano a registrarsi e partecipare alla vita politica negli stati del Sud dove, all'epoca, vigeva ancora la cultura della supremazia bianca ed ogni approccio degli afroamericani alla politica veniva respinto anche con intimidazioni e violenza.
Il progetto fu accolto dal governo Kennedy nella speranza che questi movimenti confluissero poi in quello principale, guidato in seguito da Martin Luther King, e che concentrassero i loro sforzi più che sulle manifestazioni sulla mente della gente, influenzandola positivamente e spingendola a lottare per i propri diritti.

## Antefatti
A partire dal 1960, l'esplosione di vari movimenti studenteschi per i diritti civili, le marce, i sit-in e le freedom rides, crearono imbarazzo politico per gli Stati Uniti ed il governo Kennedy, agli occhi del mondo. Questa frustrazione era più evidente quando si pensava che Asia ed Africa si erano liberate dal dominio principalmente europeo già da un pezzo ed in questi continenti, come anche in Europa, la segregazione non aveva più luogo. Questo giocò a favore dei movimenti capeggiati da esponenti di colore, nel tentativo di convincere il governo a manovre storiche ricorrendo ad atti pacifici.

## Avvio del progetto e raccolta fondi
Convinti che l'ondata di brutte figure per l'America, a causa della segregazione razziale, fosse causata dalle proteste studentesche, i fratelli Kennedy fecero pressione sui leader nazionali affinché spostassero la loro attenzione sul diritto di voto piuttosto che sull'azione diretta nelle città, sebbene fosse in forma del tutto pacifica. Non ufficialmente, convinsero diverse organizzazioni non-profit a sostenere le opere di registrazione elettorale nel Sud. Le fondazioni Taconic, Field, New World e Stern Family accettarono e contribuirono con fondi ingenti. Per raccogliere, gestire e distribuire il denaro, l'NAACP, il CORE, l'SCLC e l'SNCC formarono il Voter Education Project con l'auspicio che i loro sforzi congiunti potessero sortire qualche effetto positivo.

## Attività
Tra il 1962 ed il 1964-1965, sotto la direzione di Wiley Branton, il VEP distribuì all'incirca 900'00 $ (pari a quasi 6 milioni di dollari con la valuta del 2006) ai gruppi di attivisti nel Sud. In questo periodo, oltre settecentomila votanti neri entrarono nelle liste, la maggior parte di essi provenienti dal Sud. Dovettero fare i conti con la resistenza opposta dai cittadini bianchi e dopo varie intimidazione pochi neri ebbero il coraggio di registrarsi in Louisiana, Mississippi, Alabama, Georgia e Carolina del Sud. È stato grazie anche a questo progetto se nel 1965 gli USA approvarono il Voting Rights Act.
Il VEP continuò comunque a lottare per il diritto al voto, all'istruzione e al lavoro nel Sud fino al 1968. I principali direttori furono Randolph Blackwell, Vernon Jordan, Jonh Lewisland e Ed Brown.

## Effetti
Nonostante il VEP abbia contribuito alle notevoli affluenze alle registrazioni degli elettori, specialmente nelle zone rurali, spesso tali successi venivano meno quando i leader si accorgevano che stavano andando contro l'idea dei Kennedy che spostando l'attenzione dei movimenti dalle proteste alla registrazione al voto si sarebbero evitati nuovi casi da telegiornale, risparmiato molte vite o altri spiacevoli eventi. Nel profondo Sud, la resistenza dei bianchi contro le sentenze giuridiche a favore dei neri giunse ad un picco ancora più violento. Invece di diminuire, come i Kennedy avrebbero voluto, queste "scene imbarazzanti" (embarassing news) dilagarono in tutto il Paese, fomentate da leader politici bianchi, Ku Klux Klan ed altre sette con atti di terrorismo, rappresaglie ed ogni altra forma di intimidazione.